# مايكل هولينغسوررث
مايكل هولينغسوررث (بالإنجليزية: Michael Hollingsworth)‏ هو كاتب بريطاني وكندي، ولد في 5 فبراير 1950 في سوانزي في المملكة المتحدة.